# Liste der Monuments historiques in Bergheim
Die Liste der Monument historique in Bergheim verzeichnet alle klassifizierten und eingetragenen Monuments historiques in der elsässischen Stadt Bergheim.

## Liste der Bauwerke
| Bezeichnung                       | Beschreibung | Standort                                | Kennzeichnung | Schutzstatus | Datum | Bild           |
| --------------------------------- | --- | --------------------------------------- | ------------- | ------------ | ----- | -------------- |
| Château de Reichenberg            | 1236 wird ein Schloss, erbaut von Philipp von Lothringen erwähnt, das Lehensgut derer von Reichenberg ist. 1525 wurde es in den Bauernkriegen zerstört. Die Ruine fiel dem Staat zu. 1797 erwarb Antoine Birr aus Bergheim die Reste und nutzte sie als Steinbruch. Dabei wurde die Umfassungsmauer abgetragen. Um 1875 erwarb ein Straßburger Mediziner einige Parzellen in unmittelbarer Umgebung des Schlosses und erneuerte einige noch bestehende Gebäude, darunter ein fünfgeschossiges Wohngebäude und der runde Bergfried, der zur Küche umfunktioniert wurde. 1918 erwarb François de Pange das Schloss und setzte die begonnenen Restaurierungsarbeiten fort. Er ließ ein Herrenhaus bauen und den Bergfried erhöhen. 1920 erwarb der ehemalige französische Botschafter Edmond Bapst den Gebäudekomplex und ließ auch das Innere von den Architekten Paul Riegert und Adolphe Wolff wieder herrichten. Im Zweiten Weltkrieg stand das Gebäude leer, bevor es der heutige Besitzer erwarb und erneut restaurierte. | 4 route de Thannenkirch (Lage)          | PA00135156    | Inscrit      | 1995  | weitere Bilder |
| Tempelhof                         | Der Hof geriet 1257 in den Besitz des Templerordens und ging nach 1312 an die Johanniter, die hier eine Kommende einrichteten. 1525 wurde das Gebäude zerstört. Das 1558 neu erbaute Kommendehaus enthielt einen prächtigen Renaissancesaal, der 1862 abgebrochen wurde, in Teilen aber erhalten ist. Türgestell, Wappenkonsolen Wandnische und einige Fenster lassen noch die Renaissance-Ausstattung erahnen. | 1 route de Thannenkirch (Lage)          | PA68000027    | Inscrit      | 2000  |                |
| Zehnthof                          | Das Wohngebäude wurde laut Inschrift im Portal 1627 erbaut. Über dem Portal findet sich auch ein Wappenschild mit den Initialen und die Zunftzeichen eines Steinmetzes mit zwei Sternen. Über der Toreinfahrt sitzt ein Wappenfeld mit dem Wappen von Bergheim und ein Pflugschar als Symbol der Bauern. Das Vorderhaus stammt aus dem 19. Jahrhundert. Lange Zeit diente es als Zehnthof. | 57 rue des Vignerons (Lage)             | PA00085340    | Inscrit      | 1947  | weitere Bilder |
| Kirche Notre-Dame-de-l’Assomption | Die Kirche Mariä Himmelfahrt wurde zwischen 1320 und 1347 als dreischiffige gotische Basilika mit einem Chor mit dreiseitigem Abschluss erbaut. Dem Kirchenschiff ist im Westen ein quadratischer Turm mit Halle vorgelagert. 1768 wurde das Langhaus zur Pseudobasilika verändert und flache Decken eingezogen. Die Rundbögen zwischen Mittel- und Seitenschiffen werden seither von toskanischen Säulen getragen. | Place de l’Église (Lage)                | PA00085341    | Inscrit      | 1985  | weitere Bilder |
| Brunnen                           | Der Brunnen besteht aus einem oktogonalen Becken aus dem 18. Jahrhundert, in dessen Zentrum eine Brunnensäule mit Blattwerk aus dem 16. Jahrhundert steht. Auf der Säule ist das Wappen der Stadt als Hochrelief dargestellt. | Place du Docteur Pierre Walter (Lage)   | PA00085342    | Inscrit      | 1929  | weitere Bilder |
| Stadtbefestigung                  | Bergheim fiel im 13. Jahrhundert den Herren zu Rappoltstein zu. Diese ließen 1313 eine Stadtmauer mit Stadttoren errichten. Noch im 14. oder 15. Jahrhundert wurde dieser ein Graben und eine zweite Mauer vorgelagert. Im 15. Jahrhundert erbaute man schließlich acht halbrunde Wehrtürme. Diese Anlage ist bis heute weitgehend intakt. | (Lage)                                  | PA00085343    | Classé       | 1948  | weitere Bilder |
| Hôtel de Ville                    | Das 1776 erbaute Rathaus ist ein zweigeschossiger barocker Putzbau mit Mittelrisalit aus Sandstein. Ein Sockelgesims und Ecklisenen gliedern das Gebäude mit elf Achsen. Die drei zentralen Achsen sind in einem Mittelrisaliten mit geschweiftem Volutengiebel zusammengefasst. Hinter dem Giebel erhebt sich ein kleines Uhrentürmchen mit bekrönender Figur. Ein Walmdach schließt den Baukörper ab. | 3 place du Docteur Pierre Walter (Lage) | PA00085344    | Inscrit      | 1929  | weitere Bilder |
| Wohnhaus                          | Das barocke Haus mit drei Fensterachsen und Mansardwalmdach wurde in der zweiten Hälfte des 18. Jahrhunderts erbaut. Geschossgesimse und Ecklisenen gliedern die Straßenfassade. Im Erdgeschoss mit Sandsteinbändern sitzen Rundbogenfenstern, darüber Fenster mit Segmentbögen. Auf dem Schlussstein sitzen barocke Ornamente. | 8 place du Docteur Pierre Walter (Lage) | PA00085345    | Inscrit      | 1947  | weitere Bilder |
| Wohnhaus                          | Der zweigeschossige giebelständige Putzbau besitzt einen Stufengiebel. Die Fensterachsen sind zu Drillingen gekuppelt. Sichelförmige Muschelornamente zieren die Fensterstürze. Den Eingang bildet eine breite Tür mit einfachem Türgestell aus Sandstein mit betontem Schlussstein, der mit 1566 bezeichnet ist. | 6 place du Docteur Pierre Walter (Lage) | PA00085349    | Inscrit      | 1929  | weitere Bilder |
| Wohnhaus                          | Der zur Rue du Haut-Kœnigsbourg traufständige Putzbau steht an der Ecke zum Place de Docteur Walter. Das zweigeschossige Wohnhaus mit Walmdach wurde 1617 errichtet und im Laufe des 17. Jahrhunderts ausgebaut. Die leicht auskragende Giebelwand wurde in Fachwerkbauweise errichtet. | 2 rue du Haut-Kœnigsbourg (Lage)        | PA00085347    | Inscrit      | 1929  | weitere Bilder |
| Wohnhaus                          | Zweigeschossiger langer Putzbau mit hölzerner Galerie im Obergeschoss. Das Gebäude stammt aus dem 16. oder 17. Jahrhundert. | 4 rue du Haut-Kœnigsbourg (Lage)        | PA00085348    | Inscrit      | 1929  | weitere Bilder |
| Wohnhaus                          | Der zweigeschossige Putzbau besteht, erkennbar an den Dächern, aus zwei Gebäuden. Das Wohnhaus zur Straßenseite entstand in der zweiten Hälfte des 18. Jahrhunderts. Vier Fensterachsen, ein Geschossgesims und Ecklisenen gliedern die Fassade. Der rückwärtige Teil entstand in der ersten Hälfte des 17. Jahrhunderts. Ein Fenster zieren die Jahreszahl 1628, die Zunftzeichen der Küfer und die Initialen M. B. | 31 rue des Vignerons (Lage)             | PA00085350    | Inscrit      | 1935  | weitere Bilder |
| Wohnhaus                          | Der zweigeschossige giebelständige Putzbau wurde 1557/58 erbaut und im 19. Jahrhundert verändert. Dabei wurden die Fenster des Obergeschosses umgebaut. Die sechs schmalen Fenster des Erdgeschosses sind unter einer auskragenden Verdachung vereint. Das Gebäude gehörte ursprünglich dem Templerorden, wie eine Säule im Inneren mit dem Wappen des Ordens zeigt. | 62 rue des Vignerons (Lage)             | PA68000028    | Inscrit      | 2000  | weitere Bilder |
| Schulhaus                         | Das 1550 erbaute Gebäude war ursprünglich ein Beinhaus. Eine Inschrift aus dem Jahr 1884 wurde F. Kraus angebracht: „Q...D Memento mori. sic . transit. gla. mundi. en. ruit . in. vitiis. en . perit ille suis“. Im 18. Jahrhundert wurde das Gebäude zur Schule umgebaut. 1964 wurde das Erdgeschoss zum Museum. Heute ist in dem Haus das Stadtmuseum untergebracht. Die Fassade des zweigeschossigen traufständigen Putzbaus ist uneinheitlich gestaltet. Im Obergeschoss sitzen fünf Fensterachsen mit hochrechteckigen Fenstern. Die sieben Achsen des Erdgeschosses sind teilweise gekuppelt und an die Fenster im Obergeschoss angepasst. Die Stöcke zweier Rundbogenfenster und der Tür sind im Originalzustand erhalten und zeigen Renaissance-Motive. | 5 place de l’Église (Lage)              | PA00085346    | Inscrit      | 1929  | weitere Bilder |
| Synagoge                          | Die Synagoge wurde 1860 bis 1863 nach Entwürfen des Architekten Auguste Hartmann errichtet. In der Zeit des Nationalsozialismus wurde sie verwüstet und blieb nach dem Zweiten Weltkrieg leer. In den 1990er Jahren wurde das ehemalige jüdische Gebetshaus von der Stadt Bergheim renoviert und seither für kulturelle Veranstaltungen genutzt. Das Gebäude besitzt Rundbogenfenster, die mit Buntsandstein eingefasst sind. Das neoromanische giebelständige Gebäude erinnert mit einem erhöhten Mittelteil und niedrigeren Seiten an eine Basilika. Das Rundbogenportal wird von einem hohen Gebälk überragt. Über dessen gerader Verdachung drei Rundbogenfenster. Darüber Fensterrose mit schmückendem Rundbogen. | Rue des Juifs (Lage)                    | PA00085757    | Inscrit      | 1990  | weitere Bilder |

## Liste der Objekte
| Bezeichnung | Beschreibung                                                                                 | Standort                                        | Kennzeichnung | Schutzstatus | Datum | Bild           |
| --- | -------------------------------------------------------------------------------------------- | ----------------------------------------------- | ------------- | ------------ | ----- | -------------- |
| Gemälde Mariä Himmelfahrt                                                                                                  | Ölfarbe auf Leinwand, vergoldeter Holzrahmen, zweite Hälfte des 19. Jahrhunderts             | in der Kirche Notre-Dame-de-l’Assomption (Lage) | PM68000747    | Classé       | 1999  |                |
| Gemälde Die heilige Dreifaltigkeit mit der unbefleckten Gottesmutter, Petrus, Paulus, den Kirchenvätern und allen Heiligen | Ölfarbe auf Leinwand, 18. Jahrhundert                                                        | in der Kirche Notre-Dame-de-l’Assomption (Lage) | PM68000748    | Classé       | 1999  |                |
| Vierge du Tempelhof | sitzende Madonna mit Kind; Holz, farbig gefasst und vergoldet, Anfang des 16. Jahrhunderts   | im Maison de Retraite (Lage)                    | PM68000758    | Classé       | 1999  |                |
| Kanzel | Holz, vergoldet, um 1800                                                                     | in der Kirche Notre-Dame-de-l’Assomption (Lage) | PM68001292    | Inscrit      | 1998  | weitere Bilder |
| Kelch | Silber, 1730                                                                                 | in der Kirche Notre-Dame-de-l’Assomption (Lage) | PM68000015    | Classé       | 1977  |                |
| Orgel | Haupteintrag für PM68000874                                                                  | in der Kirche Notre-Dame-de-l’Assomption (Lage) | PM68000873    | Inscrit      | 1998  | weitere Bilder |
| Orgelprospekt | 1879 von Emile Wetzel gebaut, mit Skulpturen des Prospekts von 1740                          | in der Kirche Notre-Dame-de-l’Assomption (Lage) | PM68000874    | Inscrit      | 1998  | weitere Bilder |
| Skulptur Aufgebahrter Christus                                                                                             | aus einem Heiligen Grab; Lindenholz, farbig gefasst, 15, Jahrhundert                         | in der Kirche Notre-Dame-de-l’Assomption (Lage) | PM68001288    | Inscrit      | 1998  |                |
| Skulptur Heiliger Sebastian                                                                                                | Holz, farbig gefasst und vergoldet, Ende des 18. Jahrhunderts                                | in der Kirche Notre-Dame-de-l’Assomption (Lage) | PM68001290    | Inscrit      | 1998  |                |
| Gemälde Kreuzigung | Ölfarbe auf Leinwand, um 1800                                                                | im Pfarrhaus (Lage)                             | PM68001295    | Inscrit      | 1998  |                |
| Gemälde Heiliger Antonius                                                                                                  | Ölfarbe auf Leinwand, 1688                                                                   | im Maison de Retraite (Lage)                    | PM68001284    | Inscrit      | 1998  |                |
| Kruzifix | Holz, vergoldet, Ende des 15. Jahrhunderts                                                   | in der Kirche Notre-Dame-de-l’Assomption (Lage) | PM68001289    | Inscrit      | 1998  |                |
| Rosenkranzaltar | Altarretabel und zwei Gemälde; Holz, farbig gefasst und vergoldet, 18. Jahrhundert bzw. 1805 | in der Kirche Notre-Dame-de-l’Assomption (Lage) | PM68001565    | Inscrit      | 1998  |                |
| Skulptur Heilige Anna mit Maria                                                                                            | Holz, farbig gefasst, um 1460                                                                | in der Kirche Notre-Dame-de-l’Assomption (Lage) | PM68000743    | Classé       | 1999  |                |
| Gemälde Die Rosenkranzmadonna und Juan de Austria während der Seeschlacht von Lepanto                                      | Ölfarbe auf Leinwand, 18. Jahrhundert                                                        | in der Kirche Notre-Dame-de-l’Assomption (Lage) | PM68000745    | Classé       | 1999  |                |
| Herz-Jesu-Altar | Altarretabel und zwei Gemälde; Holz, farbig gefasst und vergoldet, 18. Jahrhundert bzw. 1805 | in der Kirche Notre-Dame-de-l’Assomption (Lage) | PM68001566    | Inscrit      | 1998  |                |
| Ziborium | Metall, versilbert und vergoldet, 1789                                                       | in der Kirche Notre-Dame-de-l’Assomption (Lage) | PM68001287    | Inscrit      | 1998  |                |
| Gemälde Die vierzehn Nothelfer                                                                                             | Ölfarbe auf Leinwand, 18. oder 19. Jahrhundert                                               | in der Kirche Notre-Dame-de-l’Assomption (Lage) | PM68001293    | Inscrit      | 1998  |                |
| Gemälde La Lettre de l’Absent                                                                                              | Ölfarbe auf Leinwand, um 1920, von Marie-Augustin Zwiller                                    | im Hôtel de Ville (Lage)                        | PM68001297    | Inscrit      | 1998  |                |
| Monstranz | Metall, versilbert und vergoldet, Anfang des 19. Jahrhunderts                                | in der Kirche Notre-Dame-de-l’Assomption (Lage) | PM68001285    | Inscrit      | 1998  |                |
| Monstranz | Metall, vergoldet und emailliert, drittes Viertel des 19. Jahrhunderts                       | in der Kirche Notre-Dame-de-l’Assomption (Lage) | PM68001286    | Inscrit      | 1998  |                |
| Skulptur Maria Immaculata                                                                                                  | Prozessionsfigur; Holz, farbig gefasst und vergoldet, 18. Jahrhundert                        | in der Kirche Notre-Dame-de-l’Assomption (Lage) | PM68001291    | Inscrit      | 1998  |                |
| 22 Prozessionsleuchter der Rosenkranzbruderschaft                                                                          | Metall, bemalt und vergoldet, sowie Holz, Anfang des 19. Jahrhunderts                        | in der Kirche Notre-Dame-de-l’Assomption (Lage) | PM68001294    | Inscrit      | 1998  |                |
| Kreuzweg | 14 Gemälde; Ölfarbe auf Leinwand, vor 1837                                                   | im Pfarrhaus (Lage)                             | PM68001296    | Inscrit      | 1998  |                |
| Skulptur Heiliger Joachim                                                                                                  | Holz, farbig gefasst, um 1460                                                                | in der Kirche Notre-Dame-de-l’Assomption (Lage) | PM68000744    | Classé       | 1999  |                |
| Gemälde Heilige Katharina von Alexandrien, heiliger Johannes Eudes und heilige Margareta Maria Alacoque                    | Ölfarbe auf Leinwand, 18. Jahrhundert                                                        | in der Kirche Notre-Dame-de-l’Assomption (Lage) | PM68000746    | Classé       | 1999  |                |
| Gemälde Der heilige Franziskus un das Rosenwunder                                                                          | Ölfarbe auf Holz, 1616                                                                       | im Pfarrhaus (Lage)                             | PM68000749    | Classé       | 1999  |                |